# Kremnica
Kremnica és una ciutat d'Eslovàquia. Es troba a la regió de Banská Bystrica.

## Història
La primera menció escrita de la vila es remunta al 1328.

## Demografia
| Godina             | 1994 | 2004    | 2014   | 2024    |
| ------------------ | ---- | ------- | ------ | ------- |
| Nombre de persones | 6581 | 5649    | 5513   | 4664    |
| Diferència         |      | −14,16% | −2,40% | −15,39% |

| Godina             | 2023 | 2024   |
| ------------------ | ---- | ------ |
| Nombre de persones | 4755 | 4664   |
| Diferència         |      | −1,91% |

## Ciutats agermanades
- Fidenza, Itàlia
- Herbolzheim, Alemanya
- Nový Jičín, República Txeca
- Kutná Hora, República Txeca
- Šurany, Eslovàquia
- Várpalota, Hongria